# Tanchitla
Tanchitla är en ort i Mexiko.   Den ligger i kommunen Tlacuilotepec och delstaten Puebla, i den sydöstra delen av landet, 150 km nordost om huvudstaden Mexico City. Tanchitla ligger 743 meter över havet och antalet invånare är 237.
Terrängen runt Tanchitla är varierad. Runt Tanchitla är det ganska tätbefolkat, med 179 invånare per kvadratkilometer. Närmaste större samhälle är Huauchinango, 18,2 km söder om Tanchitla. Omgivningarna runt Tanchitla är en mosaik av jordbruksmark och naturlig växtlighet.